# منصور براهويي (مقاطعة فارياب)
منصور براهويي (بالإنجليزية: Tolombeh-ye Mansur Brahuyi)‏ هي مستوطنة تقع في كرمان في إيران. يقدر عدد سكانها بـ 199 نسمة .